# Нёфльё
Нёфльё (фр. Neuflieux) — коммуна во Франции, находится в регионе Пикардия. Департамент коммуны — Эна. Входит в состав кантона Шони. Округ коммуны — Лан.
Код INSEE коммуны — 02542.

## Население
Население коммуны на 2010 год составляло 95 человек.
| 1962 | 1968 | 1975 | 1982 | 1990 | 1999 | 2010 |
| ---- | ---- | ---- | ---- | ---- | ---- | ---- |
| 71   | 75   | 58   | 79   | 93   | 92   | 95   |

## Экономика
В 2010 году среди 60 человек трудоспособного возраста (15—64 лет) 47 были экономически активными, 13 — неактивными (показатель активности — 78,3 %, в 1999 году было 73,0 %). Из 47 активных жителей работали 44 человека (22 мужчины и 22 женщины), безработных было 3 (1 мужчина и 2 женщины). Среди 13 неактивных 6 человек были учениками или студентами, 4 — пенсионерами, 3 были неактивными по другим причинам.